# Ярке (Джанкойський район)
Ярке́ (до 1945 року — Бій-Сув-Кюйче, крим. Biy Suv Küyçe) — село Джанкойського району Автономної Республіки Крим. Населення становить 1 927 осіб. Орган місцевого самоврядування — Ярківська сільська рада. Розташоване на півдні району.

## Географія
Ярке — велике село в південно-західній частині району, в степовому Криму, на шосе Джанкой — Євпаторія, висота над рівнем моря — 31 м. Сусідні села: Мар'їне за 2,5 км на північ, Мирнівка за 2,5 км на схід і Яструбці за 4,7 км на південний захід. Відстань до райцентру — близько 10 кілометрів, там же найближча залізнична станція.

## Історія
Бій-Сув-Кюйче утворилося на рубежі XIX—XX століть в результаті злиття розташованих біля сусідніх степових колодязів старовинних татарських селищ Бій-Су і Кюйче. Перша документальна згадка про села зустрічається в Камеральному Описі Криму  1784 року, судячи з якого, в останній період Кримського ханства Байсу Бочала і Курджу Бочала входили в Бочалатський кадилик Карасубазарського каймакамства. Після анексії Кримського ханства Росією, на території колишнього Кримського Ханства була утворена Таврійська область і села було приписано до Перекопського повіту .
Після земської реформи 1890 року села віднесли до Богемської волості. Мабуть тоді, в спорожніле внаслідок еміграції кримських татар, особливо масової після Кримської війни 1853—1856 років, в Туреччину, Бійсу заселилися кримські німці, створивши однойменний хутір.
Згідно даних у «Пам'ятній книзі Таврійської губернії за 1900 рік», на хуторі Бійсу проживали 10 жителів в одному дворі, Кюйче ж в доступних джерелах окремо більшу не зустрічається: мабуть, тоді відбулося об'єднання. В Статистичному довіднику Таврійської губернії 1915 року, в Богемській волості Перекопського повіту значиться економія вже з загальною назвою  Бій-Су-Кюйче  з населенням 88 чоловік.
Після встановлення в Криму Радянської влади, за постановою Кримського революційного комітету від 8 січня 1921 року № 206 «Про зміну адміністративних кордонів» була скасована волосна система і в складі Джанкойського повіту був створений Джанкойський район. Згідно  Списку населених пунктів Кримської АРСР за Всесоюзним переписом від 17 грудня 1926 року, Бій-Су-Кюйче входило до складу Мар'їнської сільради Джанкойського району .
Незабаром після початку Німецько-радянської війни, 18 серпня 1941 року кримські німці були депортовані, спочатку в Ставропольський край, а потім до Сибіру і північного Казахстану. Після звільнення Криму від нацистів в квітні, після депортації кримських татар радянською владою https://uk.m.wikipedia.org/wiki/Депортація_кримських_татар, 12 серпня 1944 року було прийнято постанову № ГОКО-6372с «Про переселення колгоспників в райони Криму» та у вересні 1944 року в район приїхали перші новосели (27 сімей) з Кам'янець-Подільської та Київської областей, а на початку 1950-х років пішла друга хвиля переселенців з різних областей України. Указом Президії Верховної Ради Російської РФСР від 18 травня 1948 року, Бій-Су-Кюйче перейменували в селище Ярке, статус села було присвоєно пізніше. З 1975 року Ярке — центр сільради.